# Карнул
Карнул (тел. కర్నూలు, гінді कर्नूल) — місто у Південній Індії, у штаті Андхра-Прадеш. Є адміністративним центром однойменного округу.

## Географія

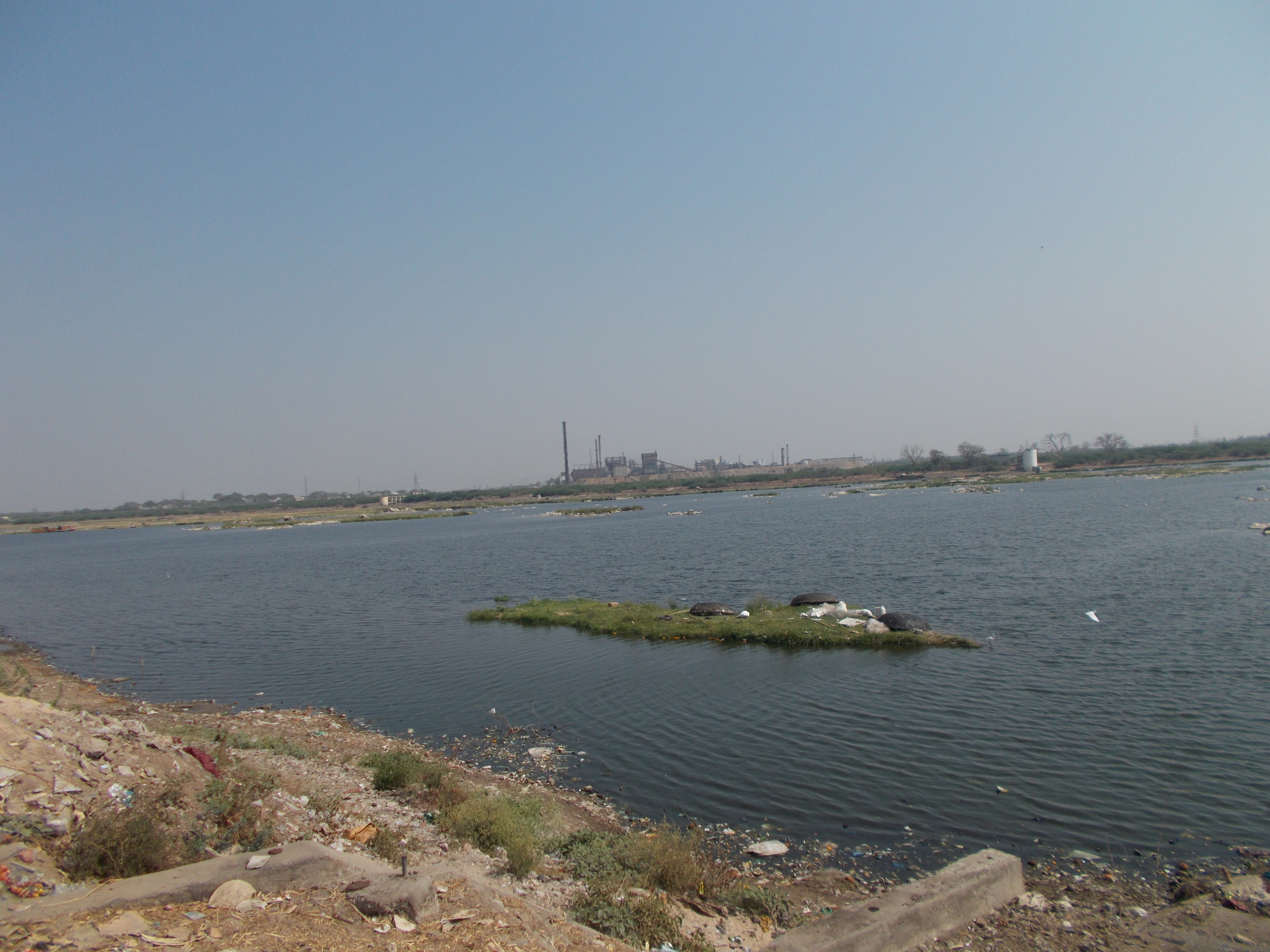
Вид на річку Тунґабгадра з Карнула

Місто розташовано за 212 км на південь від столиці штату, міста Хайдерабад. Є шостим за величиною містом штату. Також Карнул відомий як «Брама Раяласіми» і є найбільшим містом того регіону. Від 1 жовтня 1953 до 31 жовтня 1956 року місто було столицею штату Андхра.
Середня висота міста над рівнем моря — 273 метри. Карнул розташований на берегах річки Тунґабгадра, правій притоці річки Крішна. Також містом протікають річки Гандрі й Ніва.
Клімат міста тропічний з температурами від 26 °C до 45 °C влітку й від 12 °C до 31 °C взимку. Річна норма опадів — 542 мм.
| Клімат                  | Клімат | Клімат | Клімат | Клімат | Клімат | Клімат | Клімат | Клімат | Клімат | Клімат | Клімат | Клімат | Клімат |
| Показник                | Січ.   | Лют.   | Бер.   | Квіт.  | Трав.  | Черв.  | Лип.   | Серп.  | Вер.   | Жовт.  | Лист.  | Груд.  | Рік    |
| Абсолютний максимум, °C | 37,3   | 39,9   | 43,3   | 44,8   | 45,6   | 45,6   | 38,5   | 37,8   | 38,7   | 38,4   | 38,8   | 34,4   | 45,6   |
| Абсолютний мінімум, °C  | 8,3    | 11,1   | 12,8   | 15,5   | 19,4   | 17,6   | 19,2   | 19,9   | 17,0   | 13,0   | 9,3    | 6,7    | 6,7    |
| Норма опадів, мм        | 1.1    | 1.3    | 3.6    | 17.8   | 46.0   | 50.5   | 60.7   | 71.3   | 132.9  | 108.7  | 40.3   | 8.2    | 542.2  |
| ----------------------- | ------ | ------ | ------ | ------ | ------ | ------ | ------ | ------ | ------ | ------ | ------ | ------ | ------ |
| Джерело:                |        |        |        |        |        |        |        |        |        |        |        |        |        |

## Демографія
Відповідно до перепису населення Індії 2011 року чисельність населення Карнула становить 484 327 осіб, з них 239 401 чоловік і 238 723 жінки. Рівень писемності — 77,37 %.

## Економіка
У місті переважає цементне виробництво. Однією з перших галузей діяльності місцевих жителів стало виробництво бавовняної продукції й очистка бавовни, виготовлення килимів.